# Giovanni Antonio Amedeo Plana
Giovanni Antonio Amedeo Plana, italijanski astronom in matematik, * 6. november 1781, Voghera, Italija, † 20. januar 1864, Torino, Italija.
Po njem se imenuje krater Plana na Luni.